# Гихон
Гихон е името на река, спомената за пръв път във втората глава на „Битие“ (първата книга от Стария Завет на Библията) като една от четирите реки, извиращи от Еден.
Името и от иврит (gixon) означава „бурен“. Предполага се, че Гихон е днешната река Аракс в Турция.
Името на втората река е Гихон (Геон);
тя обикаля цялата земя Куш.
(Битие 2:13)¹
(1) Цитатът е от Библията, издадена от Св. Синод на Българската църква, София 1993.